# Hr.Ms. M 4 (1918)
Hr.Ms. M 4 is een sleepboot en een Nederlandse mijnenveger van de M-klasse.

## Geschiedenis
Het schip is gebouwd door de Papendrechtse scheepswerf J. & A. Van de Schuyt in opdracht van het Russisch Gouvernement van Sint Petersburg. De kiel werd in december 1915 gelegd en het nog onvoltooide schip werd in augustus 1916 te water gelaten. Omdat na de Russische Revolutie betalingsproblemen ontstonden, werd de opdracht echter geannuleerd. In mei 1917 werd het schip verkocht aan de rederij Wijsmuller die het onder de naam Pauline in de vaart nam. In 1918 werd het schip door de Nederlandse marine aangekocht en omgebouwd tot mijnenveger en onder de naam Mijnenveger 4 in dienst genomen. Later werd de naam van het schip veranderd in M 4.

## De M 4 tijdens de Tweede Wereldoorlog
Tijdens de Duitse aanval op Nederland in 1940 was de M 4 net als de M 1, M 2 en M 3 verbonden aan de 2de divisie mijnenvegers in IJmuiden. Op 14 mei 1940 werd het schip in het Zuiderkanaal tot zinken gebracht.
Het schip werd op 22 juli 1940 gelicht en versleept naar de Amsterdamsche Droogdok Maatschappij. Na de reparatie werd het schip, in 1941, als ZRD 57 in gebruik genomen bij de Nederlandse Zeereddingsdienst. Gedurende de bezetting werd het schip overgedaan aan het Bergungsschiffe Verband, waar het schip dienstdeed als BS 9.

## De M 4 na de Tweede Wereldoorlog
Het schip werd in mei 1945 beschadigd teruggevonden door de Nederlandse marine en in dienst genomen als sleepboot RS 23. In 1951 werd het schip verbonden aan de matrozenopleiding in Vlissingen als A 847. In 1950 werd het schip buiten dienst gesteld en toegevoegd aan de reservevloot De eerste keer tot verarmingsvaartuig Y 8262 en de tweede keer, in 1965, tot tankwasboot. Het vaartuig werd later verkocht, ontdaan van de ketel en verbouwd tot restaurant. Op 5 september 1994 werd het schip afgeleverd in de Thorbeckegracht te Zwolle, waar het werd afgemeerd met de naam “THOR”. In 2011 wordt het restaurant omgebouwd tot concertzaal annex woonboot. Het schip heet nu "Cultuurschip Thor" en is in handen van eigenaars Rik Elings en Cuun van der Eerden. Elke zondag worden er twee zondagmiddag concerten gegeven.